# Igreja de Nossa Senhora de Guadalupe (Olinda)
A Igreja de Nossa Senhora de Guadalupe é uma igreja católica localizada na cidade brasileira de Olinda, no estado de Pernambuco. Está inserida no Polígono de Tombamento do Sítio Histórico de Olinda.
Foi fundada em 1626 ou 1627 pela Irmandade de Nossa Senhora de Guadalupe dos Homens Pardos. A escolha da padroeira, eleita por  muitas irmandades de pardos na América, deve-se a um desejo de afirmação da identidade mestiça da irmandade, mas foi a única igreja brasileira dedicada à Senhora de Guadalupe durante o período colonial. Segundo Pereira da Costa, os pardos teriam sido inspirados pela existência de uma irmandade de negros na cidade, sediada na Igreja do Rosário.
Na sua crônica Santuário Mariano (1722) o frei Agostinho de Santa Maria diz que a imagem da padroeira era de barro, estofada de ouro, com três palmos de altura, e era tida por milagrosa. "Todos os anos a festejam com grande solenidade em um domingo depois da Páscoa. [...] Tem obrado a Senhora de Guadalupe muitos milagres e maravilhas nos seus Irmãos Pardos: que parece lhes quis mostrar com os seus favores o muito que se pagava da sua devoção com que a serviam. O mesmo experimentam os mais moradores, e sempre a acham propícia em todos os seus trabalhos e tribulações em que estão, testemunham os muitos sinais e memórias das suas mercês e favores, como se veem pender das paredes daquele seu santuário".
Desde o século XVIII a igreja também é sede de uma tradicional devoção a São Gonçalo Garcia, outro santo associado aos negros e pardos, tendo uma estátua sua em tamanho natural. A primeira cavalhada dedicada ao santo foi realizada em 1745 e patrocinada pela Irmandade de Guadalupe, contando com a presença do governador e de cavaleiros de toda a capitania. Para a celebração da suntuosa festa do santo, a irmandade de Olinda se associava à Irmandade de Nossa Senhora do Livramento de Recife. Segundo Andrea Dias, "tal solidariedade entre as Irmandades de pardos [...] se fez necessária pela grandiosidade do projeto dos pardos de Pernambuco: externar, e amplamente divulgar o culto a um santo de cor mestiça, e ao mesmo tempo buscar a afirmação e o prestígio social".
O edifício possui uma fachada simples, com uma única torre sineira, sendo composto por três portas que dão acesso à nave principal e mais duas que dão acesso à sacristia. Na parte superior, estão cinco janelas com varandas. Possui um interior simples, seu altar-mor é em madeira trabalhada, e no centro tem um quadro de Nossa Senhora de Guadalupe.